# Martin Böttcher

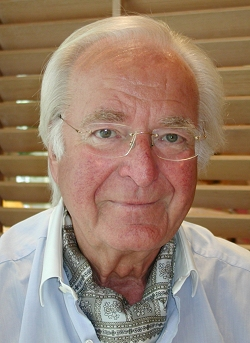
Martín Boettcher (2002)

Martin Hermann Böttcher (17. junio de 1927 en Berlín ; † 20 de abril de 2019 en Westerrönfeld  ; Seudónimos: Michael Thomas, Renardo ) fue un compositor, director de orquesta y arreglista de cine alemán. En un período de más de 60 años escribió la música para más de 50 largometrajes y 300 producciones de televisión. Böttcher alcanzó gran fama y éxito en las listas de éxitos en la década de 1960 con su música para las adaptaciones cinematográficas de Karl-May.

## Vida y Trabajo

### Juventud
Martin Böttcher es bisnieto de un director de orquesta de la corte de Weimar y adquirió conocimientos musicales a través de lecciones de piano . Al principio quería ser piloto . Con casi 17 años, fue entrenado en la Luftwaffe durante la guerra . Sin embargo, nunca entró en combate debido a la falta de combustible. Mientras era prisionero de guerra, Böttcher logró obtener una guitarra y aprendió por sí mismo a tocarla. Martin Böttcher era sordo del oído izquierdo desde que tenía cuatro años debido a un accidente que le ocasionó una fractura en la base del cráneo y el aplastamiento del nervio auditivo.

### El Guitarrista de Jazz
Después de ser liberado del cautiverio, se fue a Hamburgo . Allí, Martin Böttcher tocaba la guitarra a las órdenes de Alfred Hause y Franz Thon en la orquesta de danza y espectáculos de la entonces Northwest German Radio, recién formada por Willy Steiner y que incluso se mencionaba con respeto en Inglaterra, mimada por las big bands. Al mismo tiempo, Böttcher adquirió sus habilidades musicales del director musical general Richard Richter y, en el campo de la música ligera, de Kurt Wege . También tocó en los pequeños elencos de Kurt Wege y Günter Fuhlisch, con Benny de Weille y Helmut Zacharias.
Su género musical preferido fue inicialmente el jazz, donde Martin Böttcher logró ascender al número 2 como guitarrista en la German Jazz Poll . Durante este tiempo ya estaba adquiriendo experiencia como arreglista con compositores de cine como Michael Jary y Hans-Martin Majewski, para quienes arregló partes de la música de la película Liebe 47.

### Trabajo para películas
Böttcher escribió arreglos ya en 1946. En 1954 se despidió de la NWDR y pasó del atril a la hoja de composición. Gracias al productor Artur Brauner, Böttcher debutó en 1955 con la música de la sátira militar Der Hauptmann und sein Held (El Capitán y su Héroe). Escribió su segunda música cinematográfica para un hito del cine alemán de posguerra: Die Halbstarken (1956) de Georg Tressler, protagonizada por Horst Buchholz . Tocaba su formación Mister Martin's Band, que fundó especialmente para este fin, en la que participaban músicos como el clarinetista Fatty George, el vibrafonista Bill Grah, el trombonista Ernst Mosch y, aún como "Hans Last", el bajista James Last.
Para Hans Albers, Martin Böttcher escribió tres canciones en 13 kleine Essel und der Soonenhof (1958), así como la música para las películas de Patrer-Brown (Padre Brown de= Heinz Rühmann, Das schwarze Schaf (La Oveja Negra) y Er kann's nicht lassen (Él no puede evitarlo). En Max, der Taschendieb (Max el Carterista), se utilizó la melodía Hawaii Tattoo, anteriormente escrita bajo el seudónimo de "Michael Thomas" y que pronto se hizo mundialmente famosa y que luego también subió a las listas estadounidenses de Billboard.
Además, Böttcher escribió canciones para Françoise Hardy, Romy Schneider, Peggy March, Elisabeth Flickenschildt y otros. En febrero de 1960, Martin Böttcher participó en la final alemana del Grand Prix Eurovision de la Chanson Européenne con el título Oh, wie schön. El animador belga Tony Sandler, que luego hizo carrera en Las Vegas, la cantó. La canción obtuvo un respetable primer lugar, aunque ganó "Bonne nuit, ma cherie" de Wyn Hoop y de Heide Brühl. El título de Wyn Hoop luego terminó cuarto en el Gran Premio de Eurovisión.
En 1967,  Oswalt Kolle produjo la primera película Aufklärungsfilm, Oswalt Kolle: Das Wunder der Liebe en Alemania. Martin Böttcher recibió el encargo de componer la música de fondo. Luego, el asesor científico de la película, el investigador sexual Hans Giese, descartó los títulos como "no lo suficientemente geniales" (por temor a que el público masculino pudiera entregarse a actos lascivos). Pero la música no se perdió. Kolle lo usó como música de fondo para su disco de audio Das Wunder der Liebe, y el tema del título Wonderland of Love se convirtió en un título de uso frecuente en los discos de muestra de Martin Böttcher.

### El Camino a Karl May
A principios de la década de 1960, Horst Wendlandt, director de la película Rialto, encargó al compositor que escribiera música de cine para su serie Edgar-Wallace-Reihe. Con su música para las adaptaciones cinematográficas de Kary-May, que también estaba siendo producida por Rialto Film en ese momento, Martin Böttcher se convirtió en el compositor cinematográfico alemán de mayor éxito en la década de 1960. Compuso la música para un total de diez largometrajes de Karl May, así como para la serie de ZDF Karl May de 26 partes Kara Ben Nemsi Effendi en la década de 1970. "La mitad del éxito de la película se debe a la música", escribió un crítico tras el estreno de Der Schatz im Silbersee . Las piezas musicales se tocaron como un popurrí en las décadas de 1970 y 1980 varias veces en los programas de gala y música popular de entonces en la televisión, como Musik ist Trumpf, y se lanzaron por primera vez en muestras en ese momento. La música de la película de Karl May todavía tiene éxito hoy en día y se lanza repetidamente en versiones de portada o en CD.

"Fue un momento particularmente bueno para mí cuando me permitieron componer la música para Treasure in Silver Lake y todas las demás películas. Fue muy divertido, no solo porque las melodías me trajeron tanto éxito, sino porque las películas se adaptaban a mi mentalidad. El motivo básico era la libertad y la independencia del hombre. No tuve que pensar mucho antes de encontrar las notas correctas, la música salió directamente de mi estómago. Quizá por eso es un éxito tan grande."
– Martin Böttcher: Cita de Michael Petzel: libro de películas de Karl May

### Música para televisión

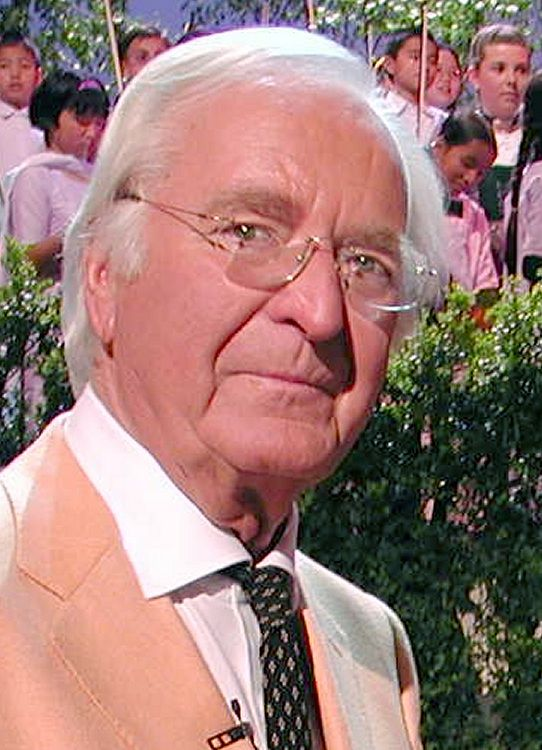
Martin Böttcher en el "Super Wunschkonzert" de ZDF en Emden en 2002

Cuando los cines se extinguieron a fines de la década de 1960, Martin Böttcher cambió cada vez más su esfera de actividad a la televisión. En la primera serie policiaca que se emitió en la recién fundada ZDF, Das Kriminalmuseum, se utilizó una composición de Böttcher como melodía principal. Esto fue seguido en la década de 1960 por la serie Gertrud Stranitzki e Ida Rogalski con Inge Meysel y en la década de 1970 por una variedad de otra música, como la de la serie policial Sonderdezernat K1 de 1977 así como para 13 capítulos de la serie Es muß nicht immer Kaviar sein (No siempre tiene que ser caviar) con Siegfried Rauch, y en 1994 para 26 capítulos de la serie Air Albatross o para varios episodios de Der Alte (El Viejo) y para Derrick, la melodía de Salzburgo del episodio de Derrick Ein Koffer aus Salzburg, Una maleta de Salzburgo de 1975. Desde entonces, Böttcher ha compuesto regularmente para series de televisión, más recientemente paraPfarrer Braun )Pastor Braun= con Ottfried Fischer. En total, Böttcher escribió la música para 56 largometrajes y alrededor de 400 obras de teatro y series de televisión.
El 19 de mayo de 1996, la composición Friedensmelodie se estrenó en vivo como parte del Festival Radebeuler Karl-May-Festtage,  como parte de un concierto benéfico para el hospital infantil de Mostar .

### Recepción
El grupo alemán Superboys alcanzó en septiembre de 1998 el primer lugar en el hit parade de ZDF con una adaptación de la melodía de Winnetou titulada Wish U Were Here – wünscht’, Du wärst bei mir. En marzo de 2000, una versión titulada Vinetů del grupo Těžkej Pokondr del álbum Vypusťte Krakena recibió doble platino en la República Checa . Otro éxito del grupo fue la canción Vontové, una versión vocal de la melodía de Old-Shatterhand del álbum Ježek v peci.

### Vida privada
Martin Böttcher estuvo casado con la actriz Anneliese Kaplan. La pareja vivió en una casa en Westerrönfeld en Schleswig-Holstein hasta la muerte de Martin Böttcher. Los Böttcher estuvieron casados durante 64 años y tuvieron dos hijas. Una hija murió de leucemia en 1991 a la edad de 26 años. Martin Böttcher fue enterrado en el cementerio de Westerrönfeld. 

## Premios

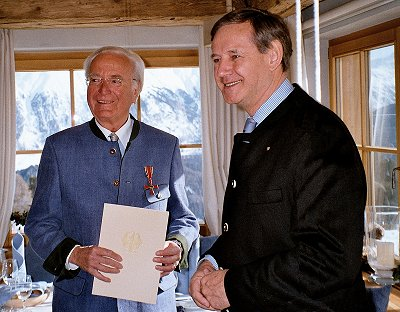
Cruz Federal al Mérito para Martin Böttcher (enero de 2004)

- La American Max Steiner Society otorgó a Böttcher el título de miembro honorario en 1979 por sus grabaciones de las famosas melodías cinematográficas de Steiner, el tema de Tara y el tema de 'A Summerplace'.
- El 1 de noviembre de 1995, Böttcher fue el primero en recibir el "Premio de Honor a la Música de Cine" ( Premio Erich Wolfgang Korngold ) en Bonn por su "contribución especial a la historia del cine alemán" (donado por la Fundación Alemana de Cinek, el Consejo Alemán de la Música, la Phono-Akademie alemana y la Filmstiftung NRW ).
- En el Festival Karl May de 1994 en Bad Segeberg, Martin Böttcher recibió el Scharlih, el premio más antiguo y conocido asociado con el nombre de Karl May.
- Durante otro festival de Karl May (del 25 al 27 de julio de 1997) recibió un "Premio especial" de los editores de música Schacht.
- El 1 de abril de 2000, en Titisee-Neustadt (Selva Negra , recibió el premio Edgar Wallace de oro por sus servicios al cine policiaco alemán.
- El 1 de enero de 2004, Böttcher recibió la Orden al Mérito de la República Federal de Alemania por el trabajo de su vida en St. Moritz . El premio fue entregado por el embajador de Alemania en Suiza, Frank Elbe (foto).
- El 15 de mayo de 2009, Martin Böttcher fue homenajeado en Berlín con motivo del Premio de Autores de Música Alemana, que se otorgó por primera vez, en la categoría "Composición de Música de Cine".
- El 1 de junio de 2013, Martin Böttcher fue el primer compositor de cine alemán en recibir el “Look & Listen – Telepool BR Music Award” en Múnich.
- Como parte de los 7 Film Music Days en Sajonia-Anhalt, Martin Böttcher recibió el 23 de octubre de 2014 en Halle el Premio Honorífico del Premio Alemán de Música de Cine Deutschen Filmmusikpreises.
- El 12 de mayo de 2016, GEMA le otorgó el Premio de Deutschen Filmmusikpreises (Autores de Música Alemana), por el trabajo de su vida.

## Filmografía

### Largometrajes
- 1955: Der Hauptmann und sein Held (El capitán y su héroe).
- 1956: Die Halbstarken (Los hooligans)
- 1957: Lemkes sel. Witwe (Bendita Viuda Lemkes).
- 1957: Kindermädchen für Papa gesucht (Se busca Niñera para Papá).
- 1957: Spielbank-Affäre (El Asunto del Casino).
- 1958: Endstation Liebe (Destino amor).
- 1958: Schmutziger Engel (Ángel sucio).
- 1958: Ihr 106. Geburtstag (Cumpleaños 106).
- 1958: Das verbotene Paradies  (El paraíso prohibido).
- 1958: 13 kleine Esel und der Sonnenhof (13 burritos y el Sonnenhof).
- 1958: Ohne Mutter geht es nicht (No funciona sin una madre).
- 1958: Meine 99 Bräute (Mis 99 novias).
- 1959: Am Tag, als der Regen kam (El día en que llegó la lluvia).
- 1960: Die Frau am dunklen Fenster (La Mujer en la Ventana Oscura).
- 1960: Pensión Schöller.
- 1960: Marina.
- 1960: Willy, der Privatdetektiv Willy el detective privado.
- 1960: Das schwarze Schaf (La oveja negra).
- 1960: Auf Engel schießt man nicht )No se dispara a los ángeles).
- 1961: Und sowas nennt sich Leben (Y eso se llama vida).
- 1961: Der Fälscher von London (El falsificador de Londres).
- 1961: Der Hochtourist )El gran turista=.
- 1961: Mörderspiel (Juego asesino).
- 1961: Unser Haus in Kamerun (Nuestro hogar en Camerún).
- 1962: Max, der Taschendieb (Max el carterista).
- 1962: Das Gasthaus an der Themse (La posada junto al Támesis).
- 1962: Er kann’s nicht lassen (No puede evitarlo).
- 1962: Straße der Verheißung (Camino de la promesa).
- 1962: Der Schatz im Silbersee.
- 1963: Der schwarze Abt (El abad negro).
- 1963: Das Geheimnis der schwarzen Witwe (El misterio de la viuda negra).
- 1963: Winnetou 1. Teil.
- 1964: Das Phantom von Soho (El fantasma del Soho).
- 1964: Wartezimmer zum Jenseits (Sala de espera para el más allá).
- 1964: Die Diamantenhölle am Mekong( El infierno de diamantes del Mekong).
- 1964: Das Ungeheuer von London-City (El monstruo de la ciudad de Londres).
- 1964:  Der Schut (El Schut).
- 1964: Winnetou 2. Teil.
- 1964: Unter Geiern.
- 1965: Der Ölprinz.
- 1965: Winnetou 3. Teil.
- 1965: Old Surehand 1 (El Viejo diestro).
- 1966: Winnetou und das Halbblut Apanatschi (Winnetou y el mestizo Apanatschi).
- 1966: Lange Beine – lange Finger (Piernas largas - Dedos largos).
- 1967: Zärtliche Haie (Tiernos tiburones) (Tendres requins).
- 1967: Die blaue Hand (La mano azul).
- 1967: Der Mönch mit der Peitsche (El monje con el látigo).
- 1968: Die Ente klingelt um ½ 8 (El pato suena a las 8:30).
- 1968: Winnetou und Shatterhand im Tal der Toten (Winnetou y Shatterhand en el Valle de los Muertos).
- 1968: Bengelchen liebt kreuz und quer (El niño que ama sin límites).
- 1969: Klassenkeile (Cuñas de clase).
- 1969: Dr. med. Fabian – Lachen ist die beste Medizin (Dr. médico Fabian – La risa es la mejor medicina).
- 1970: Ich schlafe mit meinem Mörder (Me acuesto con mi asesino).
- 1971: Verliebte Ferien in Tirol (Luna de Miel en el Tirol).
- 1972: Willi wird das Kind schon schaukeln (Willi mecerá al niño).
- 1979: Brot und Steine (Pan y piedras).

### Producciones Televisivas
Entre otras cosas, Martin Böttcher escribió la música del título y/o contribuyó con la música de las siguientes series y producciones de televisión:
- Der Alte -El Viejo - (música de acompañamiento para 15 episodios; dirección musical una vez)
- Derrick (tema de acompañamiento para 9 episodios)
- Auf der Suche nach der Welt von morgen -En busca del mundo del mañana- (1961)
- Stahlnetz -Malla de acero- (episodio: Spur 211, 2 partes, 1962)
- Kriminalgericht -Tribunal Penal- (1963)
- Das Kriminalmuseum -Museo del Crimen- (tema del título y música que lo acompaña durante 5 episodios, 1963-1968)
- Gertrud Stranitzki (1966-1968)
- Das Millionending - La cosa del millón (1966)
- Ida Rogalski (1969)
- Die Kramer -Los Kramer- (1970)
- Die Journalistin -El periodista- (1970)
- Der Illegale -El ilegal- (1972)
- Sonderdezernat K1 -Departamento Especial K1- (1972-1982)
- Kara Ben Nemsi Effendi (1973/1975)
- Eine Frau bleibt eine Frau -Una mujer es una mujer- (1973)
- Die Tausender-Reportage -El reportaje mil- (1973-1974)
- Eine geschiedene Frau -Una mujer divorciada- (1974)
- Es muß nicht immer Kaviar sein -No siempre tiene que ser caviar- (1977)
- Mein lieber Mann -Mi querido esposo- (1978)
- Der Trotzkopf -El desafiante- (1983)
- Schöne Ferien -Felices fiestas- (1985)
- Forsthaus Falkenau -Casa de campo Falkenau- (1989, tema y música del título de la primera temporada)
- Pfarrers Kinder – Müllers Vieh -Hijos del pastor - Ganado de Müller- (1991)
- Siebenbirken (1992)
- Cluedo – Das Mörderspiel -Cluedo - El juego asesino- (1993, tema principal de la serie Sat1)
- Air Albatros (1994-1995)
- Winnetous Rückkehr -El regreso de Winnetou- (1998)
- Pfarrer Braun -Pastor Brown- (2003-2013, 21 episodios)
- Winnetou – Der Mythos lebt -Winnetou - El Mito sigue Vivo- (2016)

## Discografía (selección)
- Compositores de cine alemanes, episodio 1: "Martin Böttcher" - Sampler 2000, Bear Family Records BCD 16481 AR
- The Thugs, Bear Family Records, BCD 16403 AR (OST )
- Música de películas policíacas de Martin Böttcher, BSC Music, 307.6518.2
contiene música de las películas de Pater Brown con las películas de Heinz Rühmann, Max the pickpocket y Edgar Wallace
- Música de cine policíaco Martin Böttcher vol. 2, Prudencia 398.6534.2
contiene música de The Crime Museum, The Diamond Hell on the Mekong, Killer's Game, The Waiting Room for the Afterlife y de las películas de Edgar Wallace
- Marina / El día que llegó la lluvia, Bear Family Records, BCD 16588 AH
contiene composiciones originales de Martin Böttcher y versiones de versiones que se tocaron en ambas películas
- Música de película original de Martin Böttcher, peermusic, CD 0103
incluye música de Our House in Cameroon, The Counterfeiter of London, Promise Road , Don't Shoot at Angels, música de comerciales de Lufthansa y tres bonus tracks
- El regreso de Winnetou, Polydor 557 021-2, banda sonora del dos partes de ZDF
- Pastor Braun y otros ..., Colosseum, CST 8092-2, banda sonora de la serie ARD y música de Schöne Ferien y otras películas para televisión de Martin Böttcher
- Caleidoscopio de sonido de Martin Böttcher, Motor Music, 539 107-2, sampler con 25 pistas
- "Wild West - Hot Orient" - Música de cine de Karl May 1936-1968
Bear Family Records BCD 16413 HL - 8 CD con libro de películas de 192 páginas,
contiene 10 bandas sonoras de películas de Karl May de Martin Böttcher
- Karl May Melodies (CD, reedición de la muestra del LP de 1966)
- Martin Böttcher - Las grandes melodías del cine y la televisión, Warner Music Group, 5050467-3717-2-9, 2CD con un total de 50 títulos

La última publicación mencionada es el primer CD doble con las interpretaciones de Böttcher. Lo que lo hace especial es que solo incluye grabaciones musicales de lanzamientos anteriores de Telefunken o Teldec. La mayoría de las grabaciones originales (muchas entonces todavía en mono ) fueron publicadas originalmente por Polydor, Heliodor, London, Ariola y otros. En Telefunken y Teldec, Böttcher volvió a grabarlo de forma revisada, en parte con un arreglo diferente y, sobre todo, en estéreo. El primer CD contiene 25 títulos de películas de cine (incluyendo títulos de otros compositores), mientras que el segundo CD contiene 25 títulos de programas de televisión y series únicamente de Martin Böttcher.
- Desde 2005, también se puede ver a Martin Böttcher como recitador del tercer CD iniciado por ZDF bajo el lema From full heart, en el que las celebridades recitan sus piezas líricas favoritas. Lee un poema de Marie Freifrau von Ebner-Eschenbach (Der Hörverlag, Múnich, ISBN 3-89940-674-5 ).
- En lo profundo de la noche, obra de radio criminal de Francis Durbridge con música de fondo de Martin Böttcher, Der Audio Verlag, ISBN 3-89813-152-1 (la única obra de radio para la que Martin Böttcher escribió música)

## Literatura
- Reiner Boller: Winnetou-Melodie. Die Martin Böttcher Biographie mit Werkverzeichnis (Melodía Winnetou. La biografía de Martin Böttcher) con catálogo razonado. Con prólogo de Pierre Brice . Stellfeld, Hallbergmoos 2003, ISBN 3-935192-66-5 .
- Reiner Boller: Winnetou-Melodie. Martin Böttcher. Die aktualisierte Biographie mit Werkeverzeichnis. Jubiläumsausgabe zum 80. Geburtstag (Melodía Winnetou. Martín Boettcher. La biografía actualizada con lista de obras. edición 80 aniversario). Verlags-Allianz, Hallbergmoos 2007, ISBN 978-3-938109-16-8 .
- Karl-Heinz Becker: Martin Böttcher - "Ich bin ein Freund des Klanges und schreibe von der Leber weg, wie ich empfinde" ("Soy amigo del sonido y escribo desde el corazón lo que siento"). En : Cine Hojas Armónicas. Vol. 6, número 3, verano de 1986, ISSN 0930-3154, pág. 36-39.
- Jürgen Wolfer : Jazz in Deutschland. Das Lexikon. Alle Musiker und Plattenfirmen von 1920 bis heute (Jazz en Alemania. la enciclopedia Todos los músicos y compañías discográficas desde 1920 hasta hoy). Aníbal, Höfen 2008, ISBN 978-3-85445-274-4 .

## Enlaces web
- Bibliografía relacionada con Martin Böttcher en el catálogo de la Biblioteca Nacional de Alemania.
- Martin Böttcher in der Internet Movie Database (englisch)
- Martin Böttcher bei filmportal.de
- Martin Böttcher en Discogs
- Diskografie von Martin Böttcher (engl.)
- Interview mit Martin Böttcher Archivado el 8 de octubre de 2011 en Wayback Machine.
- Homepage von Martin Böttcher

## Citas
1. ↑  Bayerischer Rundfunk.  https://www.br-klassik.de/aktuell/news-kritik/martin-boettcher-90-geburtstag-100.html. Falta el |título= (ayuda)
2. ↑  Aussage Martin Böttchers in einem Interview auf der DVD zur Serie Das Kriminalmuseum
3. ↑  Marc Hairapetian: Karl May? Davon habe ich keine Ahnung. In: Die Welt Online. 22. April 2019.
4. ↑  Horst Ansin, Marc Dröscher, Jürgen Foth, Gerhard Klußmeier Anglo German Swing Club. Dokumente 1945–1952 Hamburg 2003, S. 493 ff.
5. ↑  Filmkomponist Martin Böttcher wird 90 auf www.mz-web.de; abgerufen am 17. Juli 2019

- Datos: Q91791
- Multimedia: Martin Böttcher / Q91791